# 하세가와 도요키
하세가와 도요키(일본어: 長谷川 豊喜, 1986년 4월 18일 ~ )는 일본의 전 축구 선수이다.

## 구단 경력
과거 사간 도스에서 활동하였다.